# 閉眼魷目
閉眼魷目又稱鎖管目、鎖管，舊為亞目，是一種身材呈现梭子状的软体动物门，属于头足纲鞘亞綱十腕總目，与开眼鱿目相对。

## 分類
閉眼魷目可以分為以下兩個科：
- 澳槍魷科（英语：Australiteuthis） Australiteuthidae
- 枪乌贼科（或稱「槍測科」，Loliginidae）：透抽、小卷、軟絲仔，均屬之。[3][4]

## 食用價值
鎖管亦是東亞地區料理的常見食材。

### 腳注
1. ↑  郑小东,吕玉晗,卢重成.中国海域头足类物种多样性[J].中国海洋大学学报（自科版）,2023,53(09):1-18.DOI:10.16441/j.cnki.hdxb.20220247.
2. ↑  . 《中国大百科全书》第三版.
3. ↑  花枝、透抽、鎖管大觀園 的存檔，存档日期2011-12-29.，海洋台灣文教基金會
4. ↑  Category:槍烏賊科

## 外部連結
- Tree of Life web project: Myopsina （页面存档备份，存于）